# جوش نيوفيلد
جوش نيوفيلد (بالإنجليزية: Josh Neufeld)‏ (9 أغسطس 1967، نيويورك في الولايات المتحدة)؛ رسام كارتون وروائي أمريكي. درس في كلية أوبرلين.